# William Jardine (naturalista)
William Jardine (23 de febrero de 1800 - 21 de noviembre de 1874) 7.º baronet de Applegirth, fue un naturalista escocés.
Jardine contribuyó grandemente a la vulgarización de la historia natural en el victoriano Reino Unido, editando el muy popular The Naturalist's Library (en cuarenta volúmenes). Esa obra está dividida en cuatro partes principales : ornitología, mamiferología, entomología, ictiología. Cada parte fue preparada por eminentes naturalistas. Entre los artistas que colaboraron en ese proyecto, se menciona a Edward Lear (1812-1888).
Otras publicaciones de Jardine son: Natural History of Selborne de Gilbert White (1720-1793) (lo que contribuyó al reconocimiento de ese naturalista) e Illustrations of Ornithology (1825-1843). También contribuyó con la publicación de: Birds of America de Alexander Wilson (1766-1813).
Jardine autor de numerosas descripciones de especies de aves, que describió con su amigo Prideaux John Selby (1788-1867).

## The Naturalist's Library(1833-1843)
PS : por orden de publicación:
- 1. Humming-birds, vol. 1, con biografía y retrato de Carlos Linneo (1707-1778). – disponible en IA
- 2. Monkeys, con biografía y retrato de Leclerc, conde de Buffon (1707-1788). – disponible en IA
- 3. Humming-birds, vol. 2, con biografía y retrato de Thomas Pennant (1726-1798). – disponible en IA
- 4. Lions, Tigers, etc. con biografía y retrato de Georges Cuvier (1769-1832). – disponible en IA
- 5. Peacocks, Pheasants, Turkeys, etc. con biografía y retrato de Aristóteles. – disponible en IA
- 6. Birds of the Game Kind con biografía y retrato de Thomas Stamford Raffles (1781-1826). – disponible en IA
- 7. Fishes of the Perch Genus, etc. con biografía y retrato de Sir Joseph Banks (1743-1820). – disponible en IA
- 8. Beetles (Coleopterous Insects) con biografía y retrato de John Ray (1627-1705). – disponible en IA
- 9. Pigeons, con biografía y retrato de Plinio el Viejo – disponible en IA
- 10. British Butterflies, con biografía y retrato de Abraham Gottlob Werner (1750-1817). – disponible en IA
- 11. Ruminating Animals, containing Deer, Antelopes, Camels, etc. con biografía y retrato de Petrus Camper (1722-1789). – disponible en IA
- 12. Ruminating Animals, containing Goats, Sheep, Wild and Domestic Cattle, etc. con biografía y retrato de John Hunter (v. 1754-1809). – disponible en IA
- 13. Thick-Skinned Quadrupeds (Pachidermata), con biografía y retrato de Sir Hans Sloane (1660-1753). – disponible en IA
- 14. British Moths, Sphinxes, etc. con biografía y retrato de Anna Maria Sibylla Merian (1647-1717). – disponible en IA
- 15. Parrots, con biografía y retrato de Thomas Bewick (1753-1828). – disponible en IA
- 16. Whales, con biografía y retrato de Bernard Germain Étienne de Laville-sur-Illon, conde de Lacépède (1756-1825). – disponible en IA
- 17. Birds of Western Africa, vol. I, con biografía y retrato de James Bruce de Kinnaird (1730-1794). – disponible en IA

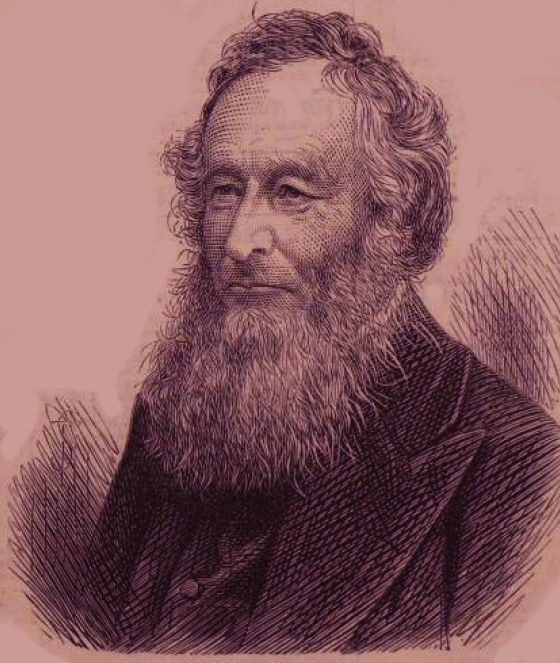
Sir William Jardine ca. 1870, ilustración que acompañó su obituario en Illustrated London News.

- 18. Foreign Butterflies, con biografía y retrato de Jean-Baptiste de Lamarck (1744-1829)
- 19. Birds of Western Africa, vol. II, con biografía y retrato de François Levaillant (1753-1824) – disponible en IA
- 20. Birds of Great Britain and Ireland, Parte. I, con biografía y retrato de Sir Robert Sibbald (1641-1722) – disponible en IA
- 21. Flycatchers, their natural Arrangement and Relations, con biografía y retrato de Albrecht von Haller (1708-1777). – disponible en IA
- 22. British Quadrupeds, con biografía y retrato de Ulisse Aldrovandi (1522-1605). – disponible en IA
- 23. Amphibious Carnivora, including the Walrus and Seals, and the Hervirorous Cetacea, Mermaids, etc. con biografía y retrato de François Péron (1775-1810). – disponible en IA
- 24. Birds of Great Britain and Ireland, Parte II, con biografía y retrato de William Smellie (1740-1795). – disponible en IA
- 25. Dogs, vol. I, con biografía y retrato de Peter Simon Pallas (1741-1811). – disponible sur IA
- 26. Honey-Bee, con biografía y retrato de François Huber (1750-1831). – disponible en IA
- 27. Fishes, particularly their Structure and Economical Uses, etc. con biografía y retrato de Ippolito Salviani (1514-1572). – disponible en IA
- 28. Dogs, vol. II, con biografía y retrato de Félix de Azara (1746-1811). – disponible en IA
- 29. Introduction to Entomology, con biografía y retrato de Jan Swammerdam (1637-1680) y de Charles de Géer (1720-1778) – disponible en IA
- 30. Marsupialia, or Pouched Animals, con biografía y retrato de John Barclay (1758-1826). – disponible en IA
- 31. Horses (Equidæ) con biografía y retrato de Conrad Gesner (1516-1565). – disponible en IA
- 32. Fishes of Guiana, Part I, avec une biographie et un portrait de Robert Hermann Schomburgk (1804-1865) – disponible en IA
- 33. Exotic Moths, con biografía y retrato de Pierre André Latreille (1762-1833)
- 34. Birds of Great-Britain and Ireland, Parte III, con biografía y retrato de John Walker (1731-1803) – disponible en IA
- (n.c.) Natatores or Swimming Birds, con biografía y retrato de Alexander Wilson (1766-1813) – disponible en IA
- (n.c.) British Fishes, Parte I, con biografía y retrato de Guillaume Rondelet (1507-1566) – disponible en IA
- (n.c.) British Fishes, Parte II, con biografía y retrato de Alexander von Humboldt (1769-1859) – disponible en IA
- (n.c.) Nectariniadæ or Sun-birds, con biografía y retrato de Francis Willughby (1635-1672) – disponible en IA
- (n.c.) Introduction to Mammalia, avec une biographie et un portrait de Dru Drury (1725-1804) – disponible sur IA
- (n.c.) Fishes of Guiana, Parte II, con biografía y retrato de Johann Ludwig Burckhardt (1784-1817) – disponible en IA
- (n.c.). The Human Species, con biografía y retrato de Charles Hamilton Smith (1776-1859) – disponible en IA

Este último volumen se añadió en la reimpresión de 1848.